# Eriopyga adonea
Eriopyga adonea är en fjärilsart som beskrevs av Druce 1898. Eriopyga adonea ingår i släktet Eriopyga och familjen nattflyn. Inga underarter finns listade i Catalogue of Life.